# Kolka nerkowa
Kolka nerkowa (łac. colica renalis) – ból towarzyszący stanom chorobowym z zablokowaniem naturalnej drogi odpływu moczu z nerek, które najczęściej jest spowodowane przez kamienie nerkowe, a rzadziej przez zakrzep albo zniszczone, oderwane martwicze brodawki nerkowe lub przez ucisk zewnętrzny.
Dochodzi do wzrostu ciśnienia w położonych powyżej przeszkody drogach moczowych, co powoduje wzmożone ruchy robaczkowe i trwały skurcz mięśniówki moczowodu objawiające się silnymi bólami zwyczajowo określanymi tą nazwą.

## Leczenie
- leki rozkurczowe
- leki przeciwbólowe